# Campionati mondiali di bob 1970
I Campionati mondiali di bob 1970, ventisettesima edizione della manifestazione organizzata dalla Federazione Internazionale di Bob e Skeleton, si sono disputati a Sankt Moritz, in Svizzera sulla pista Olympia Bobrun St. Moritz–Celerina, il tracciato naturale sul quale si svolsero le competizioni del bob e dello skeleton ai Giochi di Sankt Moritz 1928 e di Sankt Moritz 1948 e le rassegne iridate maschili del 1931, del 1935, del 1937 (limitatamente al bob a quattro), del 1938 e del 1939 (solo bob a due), del 1947, del 1955, del 1957, del 1959 e del 1965 per entrambe le specialità maschili. La località elvetica ha ospitato quindi le competizioni iridate per la nona volta nel bob a quattro e per l'ottava nel bob a due uomini.
L'edizione ha visto prevalere la Germania Ovest che si aggiudicò una medaglia d'oro e due d'argento sulle sei disponibili in totale, sopravanzando l'Italia con un oro e lasciando alla Svizzera i due bronzi. I titoli sono stati infatti conquistati nel bob a due uomini dai tedeschi occidentali Horst Floth e Pepi Bader e nel bob a quattro dagli italiani Nevio De Zordo, Roberto Zandonella, Mario Armano e Luciano De Paolis.

## Risultati

### Bob a due uomini
| Pos. | Atleti                               | Nazione        |
| ---- | ------------------------------------ | -------------- |
|      | Horst Floth Pepi Bader               | Germania Ovest |
|      | Wolfgang Zimmerer Peter Utzschneider | Germania Ovest |
|      | Gion Caviezel Hans Candrian          | Svizzera       |

### Bob a quattro
| Pos. | Atleti                                                            | Nazione        |
| ---- | ----------------------------------------------------------------- | -------------- |
|      | Nevio De Zordo Roberto Zandonella Mario Armano Luciano De Paolis  | Italia         |
|      | Wolfgang Zimmerer Walter Steinbauer Pepi Bader Peter Utzschneider | Germania Ovest |
|      | René Stadler Hans Candrian Max Forster Peter Schärer              | Svizzera       |

## Medagliere
| Posizione | Nazione        | Oro | Argento | Bronzo | Totale |
| --------- | -------------- | --- | ------- | ------ | ------ |
| 1         | Germania Ovest | 1   | 2       | 0      | 3      |
| 2         | Italia         | 1   | 0       | 0      | 1      |
| 3         | Svizzera       | 0   | 0       | 2      | 2      |
| Totale    | Totale         | 2   | 2       | 2      | 6      |